# Kojarena
Kojarena is een plaats in de regio Mid West in West-Australië.
Kojarena maakt deel uit van het lokale bestuursgebied (LGA) City of Greater Geraldton, waarvan Geraldton de hoofdplaats is.
Het ligt langs de Geraldton-Mount Magnet Road die de North West Coastal Highway met de Great Northern Highway verbindt, ongeveer 455 kilometer ten noorden van de West-Australische hoofdstad Perth, 70 kilometer ten westzuidwesten van Mullewa en 30 kilometer ten oostnoordoosten van Geraldton.
De spoorweg die langs Kojarena loopt maakt deel uit van het goederenspoorwegnetwerk van Arc Infrastructure.
Het 'Australian Defence Satellite Communications Ground Station' ligt nabij Kojarena. Het maakt deel uit van ECHELON.
Kojarena telde 21 inwoners in 2021.